# Maison romane (Provins)
Pour les articles homonymes, voir Maison romane.
La maison romane est une ancienne maison située à Provins, dans le département de Seine-et-Marne, en France.

## Localisation
La maison est située dans la ville-haute de Provins, au 12 rue du Palais.

## Historique
La maison romane est l'un des plus anciens édifices civils de Provins, datant du XIIe siècle.
Elle abrite actuellement le musée de Provins et du Provinois.
Les façades et la toiture de l'édifice sont classées au titre des monuments historiques en 1941.

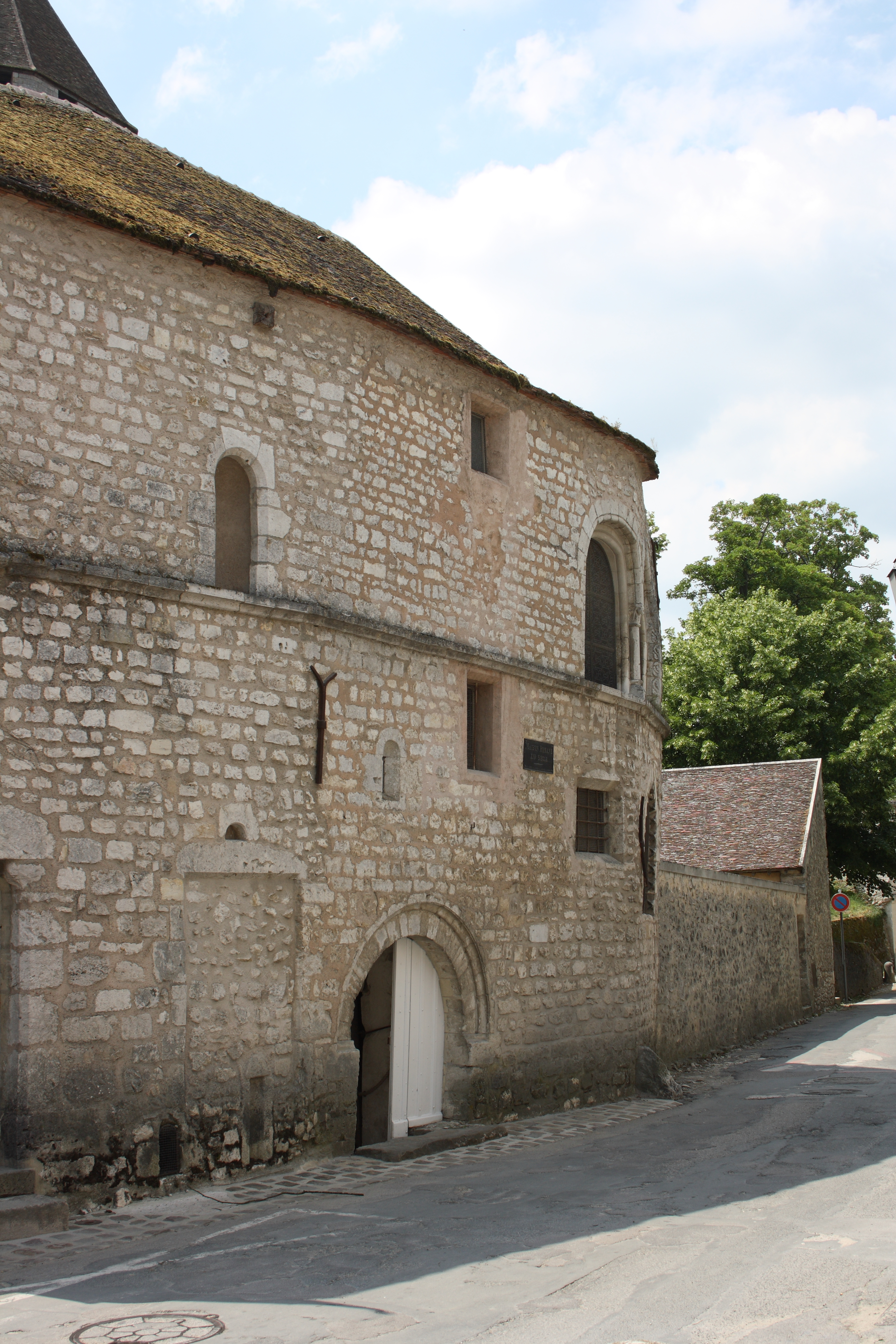
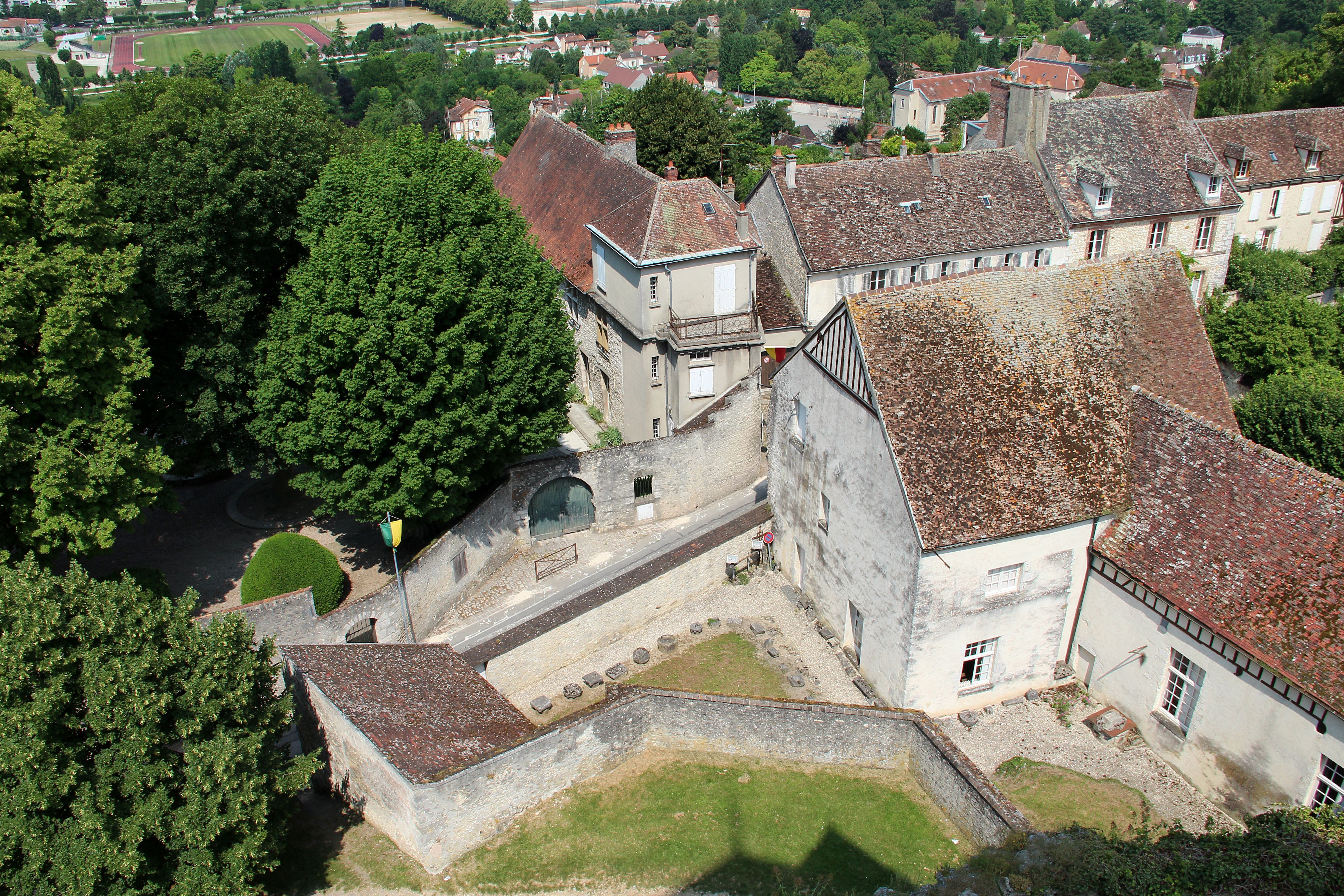